# エリザベト音楽大学の人物一覧
エリザベト音楽大学の人物一覧（えりざべーとおんがくだいがくのじんぶついちらん）は、エリザベト音楽大学に関係する人物の一覧記事。

## 著名な教職員

### 器楽奏者
- 石川静
- 伊藤憲孝
- 井上二葉
- 大野かおる
- 岡崎耕治
- 神谷百子
- 河野文昭
- 河野まり子
- マーティン・スタンツェライト
- 馬場省一
- 横山幸雄

### 声楽家
- 頃安利秀

### 作曲家
- 安部幸明
- 近藤譲
- 坪北紗綾香
- 細川俊夫

### その他
- 大島衣恵
- 北原幸男
- 最上学

## 卒業生

### 器楽演奏家
- 紙屋信義 - オルガン奏者
- ガルボ - ピアニスト、ヴィオラ奏者
- 山田岳 - ギタリスト
- 加藤麻衣子 - オルガン奏者
- 佐古季暢子 - マンドリニスト

### 声楽家
- 東真紀 - シンガーソングライター

### 作曲家
- タケムラヤスシ
- 坪北紗綾香
- 蒔田尚昊

### ポピュラー音楽・芸能・文化・スポーツ・その他
- 最上学 - 教師
- 吉賀陶馬ワイス - ミュージカル俳優
- 野中映 - 国立音楽大学大学院教授、音楽学者